# Systropus liuae
Systropus liuae är en tvåvingeart som beskrevs av Nagatomi, Tamaki och Neal L. Evenhuis 2000. Systropus liuae ingår i släktet Systropus och familjen svävflugor.
Artens utbredningsområde är Taiwan. Inga underarter finns listade i Catalogue of Life.